# Flugunfall der Air France bei Nizza 1952
Der Flugunfall der Air France bei Nizza 1952 ereignete sich am 3. März 1952. An diesem Tag verunglückte eine Sud-Est SE.161 Languedoc der Air France, mit der ein Flug von Tunis nach Paris über Nizza durchgeführt werden sollte, kurz nach dem Start vom Aéroport Nice-Le Var. Bei dem Unfall, der durch ein konstruktionsbedingtes, mechanisches Versagen verursacht wurde, kamen alle 38 Menschen an Bord ums Leben. Es handelte sich damit um den schwersten Flugunfall einer Maschine des Typs Sud-Est SE.161 Languedoc.

## Flugzeug
Bei der verunglückten Maschine handelte es sich um eine 1946 gebaute Sud-Est SE.161 Languedoc mit der Werknummer 43, die am 29. April 1948 mit dem Luftfahrzeugkennzeichen F-BCUM bei der Air France in Betrieb ging. Das viermotorige Mittelstreckenflugzeug war mit vier Sternmotoren des Typs Pratt & Whitney R-1830 ausgestattet.

## Besatzung
In der Maschine befand sich eine vierköpfige Besatzung, bestehend aus dem Flugkapitän Théo Farrugia, dem Flugingenieur Maurice Cavaille, dem Bordfunker Jean Fraillon und dem Flugbegleiter Carlo Biancheri.

## Passagiere
An Bord der Maschine befanden sich 34 Passagiere, darunter 13 Briten und eine US-Amerikanerin. Mehrere Insassen der Maschine waren Prominente, darunter der britische Reeder John Emlyn-Jones und seine Ehefrau, die französischen Schauspielerinnen Lise Topart und Michèle Verly sowie die amerikanische Balletttänzerin und Schauspielerin Harriet Toby.

## Unfallhergang
Mit der Maschine wurde an diesem Tag ein Linienflug von Tunis nach Paris durchgeführt, wobei ein Zwischenstopp in Nizza vorgesehen war. Der erste Flugabschnitt wurde ohne Zwischenfälle absolviert. Die Besatzung erhielt für den Weiterflug eine Startfreigabe für die Startbahn 04, der Startlauf erfolgte ohne besondere Vorkommnisse. Etwa 45 Sekunden nach dem Start vom Flughafen Nizza begann die Maschine nach links zu rollen. Der Rollwinkel nahm in den folgenden Augenblicken kontinuierlich zu, bis die Maschine schließlich in Rückenlage geriet und gegen 08:10 Uhr Ortszeit etwa einen Kilometer nördlich des Flughafens Nizza zu Boden stürzte. Die Maschine brach beim Aufprall auseinander.

## Nach dem Unfall
Im Zuge der Rettungs- und Bergungsaktion wurde eine einzige Passagierin lebend aufgefunden, die jedoch fünf Tage später ihren Verletzungen erlag.

## Ursache
Als Ursache wurde ein blockiertes Querruder ermittelt, welches durch eine abgesprungene Steuerkette an der Steuersäule des Kapitäns verursacht worden war. Dieser Aufbau der Steuerung wurde als Konstruktionsfehler festgestellt. Infolge des Überspringens der Steuerkette seien die Querruder linkswärtig in einem Winkel von ungefähr 10 Grad arretiert gewesen. 